# رابرتس (آیداهو)
رابرتس (به انگلیسی: Roberts) شهری در شهرستان جفرسون ایالت آیداهو است که جمعیت آن در سرشماری سال ۲۰۱۰ میلادی ۵۸۰ نفر بوده است.